# More Than a Woman (bài hát của Bee Gees)
"More Than a Woman" là một bài hát của ban nhạc Bee Gees, được Barry, Robin, và Maurice Gibb sáng tác cho nhạc phim Saturday Night Fever. Nó đã trở thành một bài hát thường xuyên được nhóm nhạc hát trực tiếp từ năm 1997 cho đến khi cái chết của Maurice Gibb năm 2003 và thường được hát chung với "Night Fever".

## Bảng xếp hạng
| Bảng xếp hạng (1978)   | Vị trí |
| ---------------------- | ------ |
| Úc (Kent Music Report) | 31     |
| Ý (FIMI)               | 4      |

## Thực hiện
- Barry Gibb – hát chính, guitar đệm
- Robin Gibb – hát nền
- Maurice Gibb – hát nền, bass
- Blue Weaver – keyboards, synthesizer
- Dennis Bryon – trống